# Falk Hentschel
Falk Hentschel (ur. 26 kwietnia 1985 w Lipsku) – niemiecki aktor filmowy i telewizyjny, tancerz i choreograf, najlepiej znany z występów w amerykańskich produkcjach kinowych - Świat w płomieniach (White House Down) i Transcendencja (Transcendence), a także jako Carter Hall / Hawkman w serialach telewizyjnych: Flash, Arrow i DC’s Legends of Tomorrow.

## Życiorys

### Wczesne lata
Urodził się w Lipsku jako syn Jörga i Martiny Hentschelów. Wychowywał się z bratem Uwe. Wyjechał z NRD siedem miesięcy przed upadkiem muru berlińskiego.

### Kariera
Pracował w Londynie jako profesjonalny tancerz dla artystów, m.in. takich jak Mariah Carey, Britney Spears, Paulina Rubio czy Jamelia. Później został zatrudniony jako choreograf i pracował nad wieloma wideoklipami i trasami koncertowymi w Kanadzie i Azji.
W 2003 zdecydował się na pobyt w Los Angeles. W 2005 roku zadebiutował jako aktor w uhonorowanym nagrodą Emmy serialu Fox Bogaci bankruci (Arrested Development). Był czeladnikiem w filmach niskobudżetowych.
W 2008 roku zdecydował się na własne projekty i zrealizował film krótkometrażowy Kim jest Bobby Domino (Who is Bobby Domino). Wiele jego wspólnych realizacji z Jesse Grace znalazło się na najbardziej prestiżowych festiwalach filmowych na świecie i zdobyło wiele nagród.
W 2009 roku pracował jako tancerz go-go w utworze Felixa Gonzaleza-Torresa „Untitled (Go-Go Dancing Platform)” w Hammer Museum w Los Angeles. W komedii sensacyjnej Wybuchowa para (Knight and Day, 2009) wystąpił jako morderca Bernhard u boku Toma Cruise’a i Cameron Diaz, a w serialu TNT Podkomisarz Brenda Johnson (The Closer, 2010) z Kyrą Sedgwick zagrał postać uzależnionego od narkotyków Richarda Conwaya. Można go było także dostrzec w serialach: CBS CSI: Kryminalne zagadki Las Vegas (CSI: Crime Scene Investigation) - w jednym z odcinków pt. „Targets of Obsession” (2011) pojawił się z Justinem Bieberem i Agenci NCIS: Los Angeles (Agenci NCIS: Los Angeles) - pt. „Archangel” (2011).
W melodramacie muzycznym StreetDance 2 (2012) jako protagonista zagrał rolę utalentowanego tancerza Asha, lidera grupy. W drugim sezonie serialu ABC Agenci T.A.R.C.Z.Y. (Agents of S.H.I.E.L.D., 2014) w odcinku „A Fractured House” pojawił się jako najemnik Hydry - Marcus Scarlotti 'Whiplash'.

## Filmografia
| Rok  | Tytuł                                                              | Rola                         | Uwagi                         |
| ---- | ------------------------------------------------------------------ | ---------------------------- | ----------------------------- |
| 2005 | Bogaci bankruci (Arrested Development)                             | Hot Cops „Jay”               | odc.: „Queen for a Day”       |
| 2010 | Wybuchowa para (Knight and Day)                                    | Bernhard                     | reż. James Mangold            |
| 2010 | Podkomisarz Brenda Johnson (The Closer)                            | Richard Conway               | odc.: „Off the Hook”          |
| 2011 | Agenci NCIS: Los Angeles (Agenci NCIS: Los Angeles)                | Bradford Harris Elgin        | odc.: „Archangels”            |
| 2011 | CSI: Kryminalne zagadki Las Vegas (CSI: Crime Scene Investigation) | Timothy Johnson              | odc.: „Targets of Obsession"  |
| 2012 | StreetDance 2                                                      | Ash                          | reż. Max Giwa, Dania Pasquini |
| 2013 | Zemsta (Revenge)                                                   | Gregor Hoffman               | odc.: „Truth, Part 1”         |
| 2013 | Świat w płomieniach (White House Down)                             | Motts                        | reż. Roland Emmerich          |
| 2014 | Transcendencja (Transcendence)                                     | Bob                          | reż. Wally Pfister            |
| 2014 | Reckless                                                           | Arliss Fulton                | 7 odcinków                    |
| 2014 | Agenci T.A.R.C.Z.Y. (Agents of S.H.I.E.L.D.)                       | Marcus Scarlotti / Blacklash | odc.: „A Fractured House"     |
| 2015 | Flash (The Flash)                                                  | Carter Hall / Hawkman        | odc.: „Legends of Today"      |
| 2015 | Arrow                                                              | Carter Hall / Hawkman        | odc.: „Legends of Yesterday"  |
| 2016 | DC’s Legends of Tomorrow                                           | Carter Hall / Hawkman        | 8 odcinków                    |
| 2016 | Jack the Ripper – Eine Frau jagt einen Mörder                      | Frederick Abberline          | reż. Sebastian Niemann        |